# Kreuzkirche (Lüneburg)

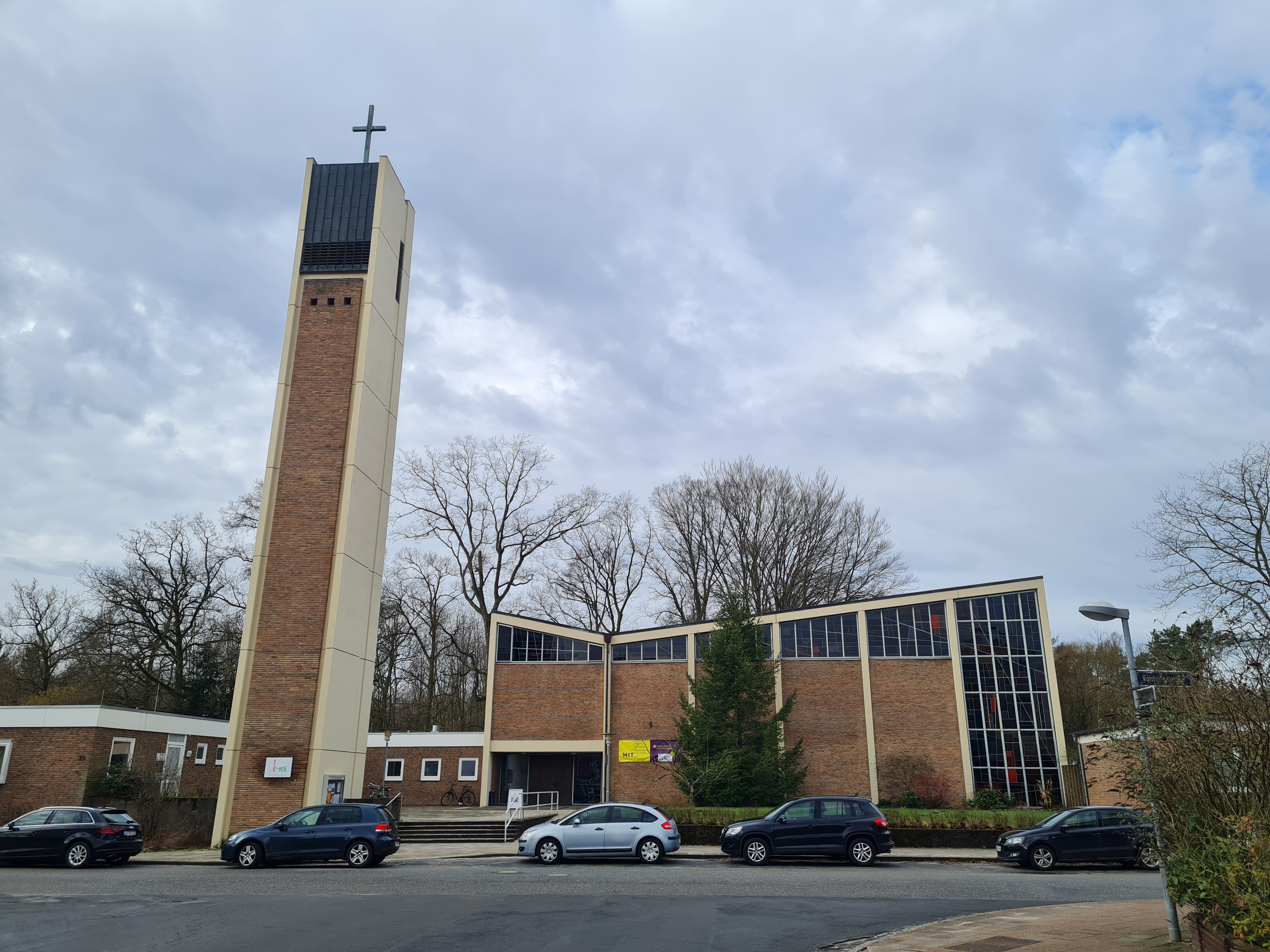
Kreuzkirche Lüneburg

Die evangelisch-lutherische Kreuzkirche steht im Stadtteil Bockelsberg der niedersächsischen Hansestadt Lüneburg.

## Geschichte
Nachdem in den 1950er-Jahren der Stadtteil Bockelsberg im südlichen Lüneburg schnell gewachsen war, wurde der Wunsch nach einer eigenen Kirche und Gemeinde laut. Ein eigenes Kirchengebäude wurde schließlich im Stil der klassischen Moderne errichtet
und 1964 geweiht.
Die Ausstattung der Kirche wurde mehrfach verändert. Die bemerkenswerte Altarwand wurde 1999 angebracht und ersetzte ein schlichtes Kruzifix. 2014 wurden ein Christusleuchter aus Stahl, ein Ambo und ein neuer Altarleuchter des Künstlers Gerd Winner angeschafft.
Seit 2015 wird die Kirche als „PianoKirche“ beworben, um auf die hervorragende Akustik des Gebäudes, das auch als musikalischer Veranstaltungsort genutzt wird, aufmerksam zu machen.

## Altarretabel
Als letztes gemeinsames Werk fertigte  das Künstlerehepaar Ingema Reuter und Gerd Winner die Altarwand an, die in Anordnung eines dreifachen Triptychons Christusköpfe und Kreuze zeigt. Die Altarwand hat eine quadratische Form und gliedert sich in drei senkrechte Bildflächen, die durch zwei senkrechte Partien aus Chromnickelkreuzen getrennt werden. Die Bildflächen zeigen jeweils drei quadratische Gemälde des Hauptes des gekreuzigten Jesus Christus. Die insgesamt neun Christusköpfe sind einem Gemälde von Jacopo Tintoretto nachempfunden und unterscheiden sich nur durch die Farbgestaltung. Die äußeren Christusköpfe können einzeln eingeklappt werden, wodurch die Altarwand verschiedene Formen annehmen kann. Das untere Register soll das Abendmahl symbolisieren, das mittlere die Passion und das obere die Auferstehung.